# مايك مور (مصارع محترف)
مايك مور (بالإنجليزية: Mike Moore)‏ هو مصارع محترف أمريكي، ولد في 12 أغسطس 1958 في ديترويت في الولايات المتحدة.

## وصلات خارجية
- مايك مور على موقع CageMatch worker (الإنجليزية)

- مايك مور على موقع IMDb (الإنجليزية)